# Willi Marzok
Willi Marzok (* 18. Juni 1946 in Köln; † 26. Mai 2021) war ein deutscher Fußballspieler.

## Karriere
Der Flügelstürmer kam zur Saison 1965/66 von Rheinkraft Neuss zu Fortuna Düsseldorf in die Regionalliga West. In der Saison 1965/66 absolvierte der Stürmer 24 Spiele, in denen er sieben Treffer erzielte. In diesem Jahr war Marzok ein Teil des Teams, das die Meisterschaft vor Rot-Weiss Essen gewinnen konnte. Die Fortuna wurde von Kuno Klötzer als Trainer angeführt und die weiteren Neuzugänge mit Waldemar Gerhardt, Werner Biskup, Gert Wünsche und Werner Jestremski trugen wesentlich zum Titelgewinn der Fortuna bei. Am Rundenstarttag, den 15. August 1965, zeichnete sich Marzok beim 2:0-Auswärtssieg bei Preußen Münster als zweifacher Torschütze aus. Im Angriff war die Fortuna mit Bernhard Steffen, Reinhold Straus, Peter Meyer, Waldemar Gerhardt und Marzok dabei angetreten. In der folgenden Aufstiegsrunde setzte sich die Fortuna gegen Kickers Offenbach, Hertha BSC und den FK Pirmasens durch. Marzok blieb noch ein Jahr in Düsseldorf; in der Bundesliga 1966/67 absolvierte wegen der Konkurrenz durch Jürgen Koch und Hilmar Hoffer auf der Außenstürmerposition lediglich drei Spiele und wechselte dann zu Holstein Kiel.
Mit Kiel spielte er ab 1967/68 in der Nordstaffel der Regionalliga, er absolvierte bis 1970 in drei Runden 33 Spiele und schoss zwei Tore. Bei Holstein belegte er in seinem ersten Jahr in Kiel, 1967/68, mit den Störchen unter Trainer Rudolf Faßnacht und Mitspielern wie Hans-Joachim Weller, Gerd Koll und Jürgen Wohlgemuth den achten Rang und kam dabei auf 22 Ligaeinsätze mit zwei Toren. Holstein blieb er bis 1970 treu, dann wechselte für ein Jahr in seine Heimatstadt zum VfR Neuss. Unter Spielertrainer Albert Brülls und an der Seite von Mitspielern wie Klaus Schonz, Hans-Günter Neues und Hans-Werner Moors erzielte er 1970/71 in 26 Einsätzen fünf Tore. Anschließend wechselte Marzok innerhalb der Regionalliga West zu Bayer 04 Leverkusen.
In seiner ersten Saison, 1971/72, gehörte er mit 24 Spielen und drei Toren unter Trainer Theo Kirchberg dem Kreis der Stammbesetzung an. Bayer belegte mit Spielern wie Dieter Ferner, Burkhard Segler und Friedhelm Strzelczyk den achten Rang. In seinem zweiten Jahr in Leverkusen stieg die Bayer-Elf unter Trainer Gero Bisanz in das Amateurlager ab. In den zwei Jahren bei Leverkusen kam er bis 1973 noch zu drei Toren in 36 Spielen in der Fußball-Regionalliga West.

## Sonstiges
Marzok arbeitete als Installateur.